# David Janowski
Pour les articles homonymes, voir Janowski.
Dawid Markelovitch Janowski (souvent orthographié « David »), né le 25 mai 1868 (6 juin dans le calendrier grégorien) à Volkovysk, gouvernement de Grodno (alors dans l'Empire russe), mort le 15 janvier 1927 à Hyères, France, est un joueur d'échecs français d'origine polonaise. Il était considéré au début du XXe siècle comme l'un des meilleurs attaquants et était connu pour jouer sans se soucier de gagner ou de perdre.

## Biographie et carrière

### Débuts
Il est issu d'une famille judéo-polonaise de Wołkowysk de l'Empire russe (aujourd'hui en Biélorussie).
À la fin des années 1880, Janowski s'installe à Paris et commence sa carrière professionnelle aux échecs en 1894. Au Café de la Régence, il devient un joueur d'échecs redoutable.

### Tournois internationaux

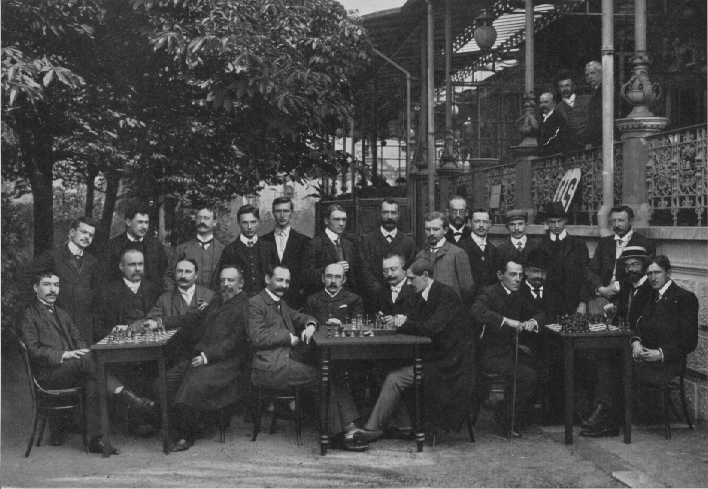
Tournoi d'échecs de Karlsbad de 1907 : (assis) Rubinstein, Marco, Fähndrich, Tschigorin, Schlechter, Hofter, Tietz, Maróczy, Janowski, Dr. Neustadtl, Drobny, Marshall, (debout) Niemzowitsch, Wolf, Mieses, Cohn, Johner, Leonhardt, Salwe, Vidmar, Berger, Spielmann, Dus-Chotimirski, Tartakower,Dr. Olland.

En 1894, Janowski participe pour la première fois à un tournoi international. À Leipzig, au neuvième congrès de l'union allemande des échecs, en 1894, il occupa la 6e-7e place. Après cette date, il joua pour la France pendant 29 ans.
Parmi ses grands succès de cette époque, on note ses victoires
- à Monte-Carlo en 1901,
- à Hanovre en 1902 (treizième congrès allemand, remporté devant Pillsbury) et
- à Barmen (aujourd'hui un quartier de Wuppertal) en 1905.

Au tournoi d'Ostende de 1905, il termina second ex æquo derrière Géza Maróczy et reçut un prix de beauté pour sa partie contre Siegbert Tarrasch.

### Matchs contre Lasker (1909-1910)
En 1909, il dispute un match à Paris contre Emanuel Lasker où le titre de champion du monde n'est pas en jeu. Comme celui-ci se termine par un match nul (2-2), Léo Nardus, un mécène des échecs, finance un deuxième match, à l'automne de la même année, mais Janowski le perd par le score sévère de +1 -7 =2. Malgré tout, Janowski n'est pas encore convaincu de la supériorité de Lasker et exige une revanche. Celle-ci est organisée en 1910 à Berlin en tant que championnat du monde et se termine par un désastre complet pour Janowski par +0 -8 =3. Le journaliste d'échecs Georg Marco a résumé le déroulement du match en ces mots : « Ou bien c'était Lasker qui gagnait, ou bien c'était Janowski qui perdait. »

### Derniers tournois (après 1914)
À partir de 1914, sa force de jeu diminue en raison de ses problèmes de santé : il est atteint de tuberculose.
Lors du tournoi d'échecs de Saint-Pétersbourg 1914, Janowski finit neuvième-dixième et avant-dernier. En 1914, le congrès allemand de Mannheim fut interrompu par le déclenchement de la Première Guerre mondiale.  Janowski fut interné avec les autres participants du tournoi. Il fut relâché et rejoignit la Suisse.
De 1915 à 1925, Janwoski réside aux États-Unis. En 1916, il finit deuxième du tournoi de New York, remporté par Capablanca. En 1918, il est cinquième du tournoi de New York (victoire de Capablanca). En 1921, Janowski remporte le huitième congrès américain à Atlantic City. En 1923, il finit troisième du neuvième congrès américain à Lake Hopatcong. Au tournoi de New York en 1924, il est dernier.
Janowski meurt en 1927 à Hyères de la tuberculose.

## Anecdotes
- Il jouait sans se soucier de gagner ou de perdre. Ce trait de caractère se manifestait aussi en dehors des échecs. C'est ainsi qu'il perdit à la roulette en un rien de temps l'argent qu'il avait gagné lors d'un tournoi à Monte-Carlo.
- L'optimisme, parfois exagéré, était un de ses traits de caractère. Ainsi, il n'avait pas été convaincu par la supériorité d'Emanuel Lasker lors de leur deuxième match de 1909 pourtant largement perdu. Contre Frank James Marshall il disputa plusieurs matches et ne fut tellement pas non plus convaincu par la supériorité de l'Américain au point de le défier pour un autre match en lui donnant quatre victoires d'avance. Janowski était aussi fragile psychologiquement dans le jeu : il avait tendance à craquer devant une rivalité tenace, ce qui explique en partie son jeu relativement faible en fins de partie à ce niveau.
- Janowski jouait tellement bien les débuts de partie qu'Emanuel Lasker a dit quelques années après leur match : « Qu'on me donne une partie de Janowski au dixième coup, et je me charge de le battre. »
- Les Américains étaient tellement stupéfaits des prodiges que pouvaient faire les fous (pièces préférées de Janowski) qu'ils les ont surnommés The two Jan's ou Les deux Janowski.

## Contributions à la théorie desouvertures
Le nom de Janowski est associé à une variante de la défense vieille-indienne : 1. d4 Cf6 2. c4 d6 3. Cc3 Ff5. Eric Schiller dit que cette ouverture transpose souvent dans la défense est-indienne (si les Noirs jouent ...g6 et ...Fg7). Janowski a aussi développé une variante du gambit dame refusé : 1. d4 d5 2. c4 e6 3. Cc3 a6.

## Deux parties
La partie suivante a obtenu le prix de Beauté au tournoi de Cambridge Springs de 1904 :
Tchigorine - Janowski
1. e4 e5 2. Cf3 Cc6 3. Fc4 Fc5 4. Cc3 Cf6 5. d3 d6 6. Fe3 Fb6 7. Dd2 Fg4 8. Cg5 Fh5 9. f3 h6 10. Ch3 Cd4! 11. Fxd4 Fxd4 12. Ce2 Fb6 13. 0-0-0 d5! 14. exd5 Cxd5 15. d4 0-0 16. The1 Fg6 17. f4 e4! 18. Cg3 f5 19. Fb3! a5! 20. a4 Rh8 21. Rb1! c6 22. Cf1 Fh5 23. Tc1 Cb4! 24. Cg3 Ff7!! 25. Fxf7 Txf7 26. Ted1 Dd5!! 27. b3 Td8 28. Ce2 Tfd7 29. De3 Df7! 30. Cf2 Cd5 31. Dh3 Fc7 32. Dh4 b5 33. axb5 cxb5 34. g4 Cxf4 35. Cg3 a4 36. Cxf5 axb3 37. Td2 b2!! 38. Rxb2 Dc4 39. Ta1 Db4+ 40. Rc1 Cg6! 41. Dh3 Ff4 42. Cxe4 Txd4! 43. c3 Txe4!!  0-1 (si 44. cxb4, alors 44...Txd2).
La partie qui suit est typique de Janowski : elle démontre son goût pour l'attaque à tout prix (9...0-0-0?) via l'ouverture qui porte maintenant son nom.
Alekhine-Janowski, New York, 1924
1. d4 Cf6 2. c4 d6 3. Cc3 Ff5 4. g3 (4. f3!) 4...c6 5. Fg2 Cbd7 6. e4 Fg6 7. Cge2 e5 8. h3 Db6 9. 0-0 0-0-0? 10. d5 Cc5 11. Fe3 cxd5 12. cxd5 Da6 13. f3! Les Blancs sécurisent le cente avant de jouer b4 13...Rb8 14. b4 Ccd7 15. a4 Dc4 16. Dd2 (16. Tab1! suivi de Dd2 et Tfc1, selon Alekhine) 16...Dxb4 17. Fxa7+ Ra8 18. Tfb1 Da5 19. Fe3 Cc5 20. Tb5 Dc7 21. a5 Cfd7 22. Cc1 Tc8 23. Cb3 Ca6 (23...Cxb3 24. a6! Cxd2 25. axb7+ Rb8 26. Ta8 mat) 24. Ca4 Fe7 25. Cb6+ Rb8 26. Tc1 Cdc5 27. Cxc5 dxc5 28. Cxc8 Txc8 29. Ff1 Dd7 30. Tb6 c4 31. Txc4 Txc4 32. Fxc4 Dxh3 33. Dg2 Dxg2+ 34. Rxg2 Fd8 35. Tb2 Rc8 36. Fxa6 bxa6 37. Fb6 Fg5 38. Tc2+ Rb7 39. d6 f5 40. d7 1-0